# 벨루르

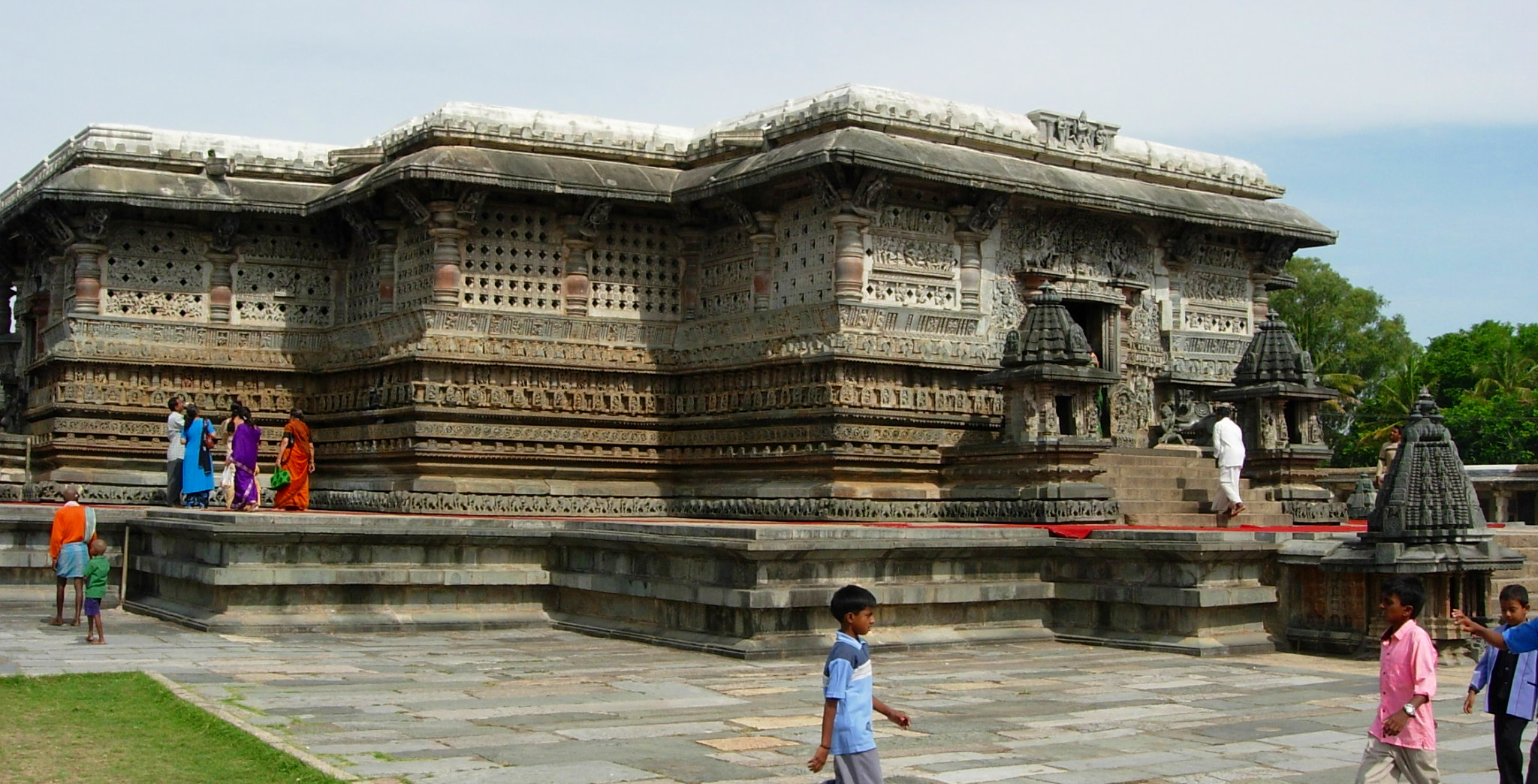
첸나케샤바 사원

벨루르(Belur, 칸나다어: ಬೇಲೂರು)는 인도 카르나타카주의 도시로, 인구는 8,962명(2001년 기준), 높이는 해발 975m이다.
호이살라 왕조 시기에 건설되었으며 할레비두에서 약 16km 정도 떨어진 곳에 위치한다. 카르나타카 주의 대표적인 관광지 가운데 하나이다.